# Stikadinho
Stikadinho é uma barra de chocolate da Neugebauer. Seu recheio é de morango. É vendido no varejo em versões 100g e 61,5g.S
O Stikadinho (Esticadinho), além da versão de 1kg (Stikadão), criada para uso culinário em recheio de bolos e confeitaria. 